# منظومه دوگانه

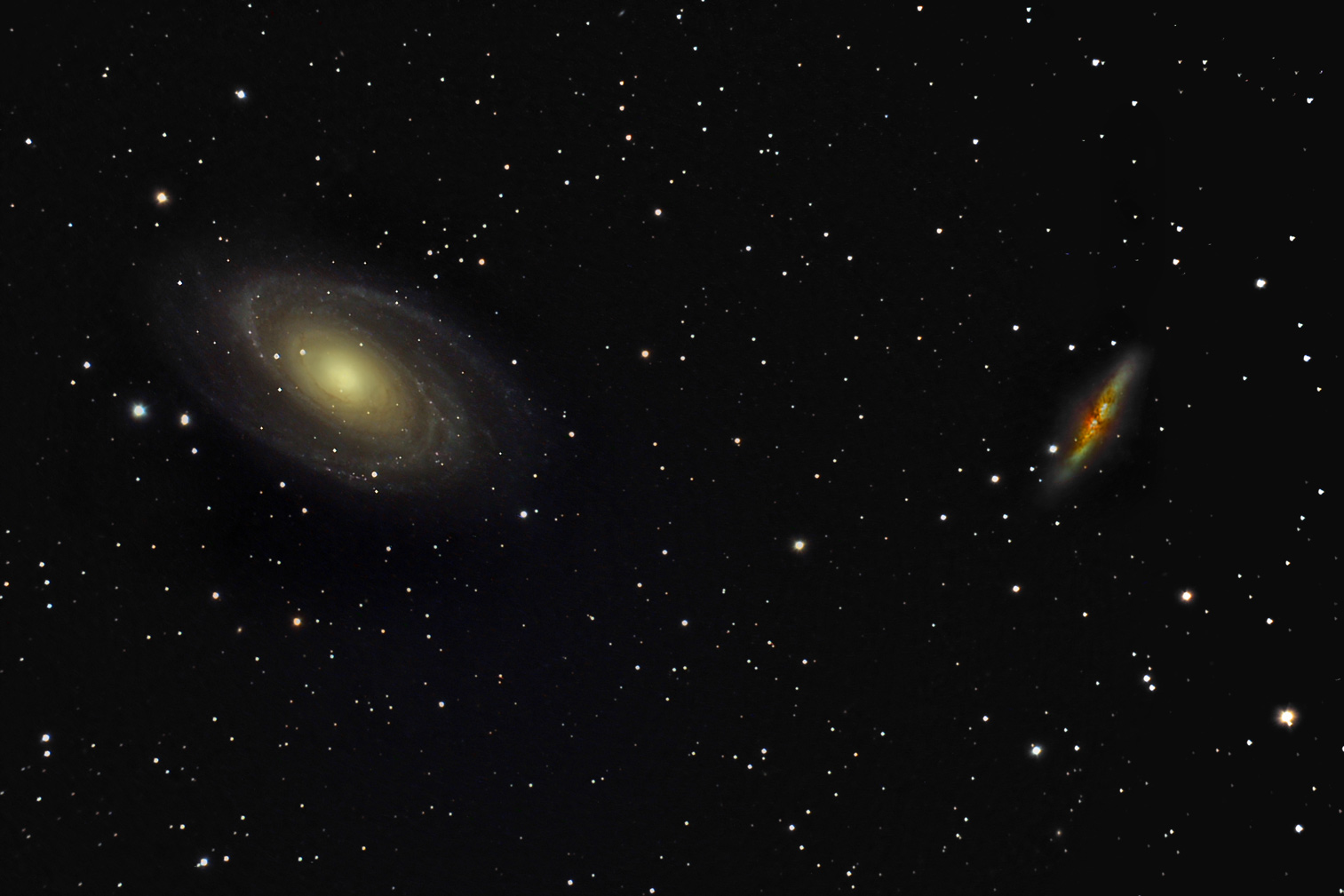
نمایی از منظومه‌ای دوتایی، که توسط کهکشان‌هایM81 و M82 تشکیل‌شده است.

منظومهٔ دوگانه (به انگلیسی: Binary system) منظومه‌ای از دو جسم آسمانی است که به اندازه‌ای به یکدیگر نزدیک که برهمکنش گرانشی آن‌ها باعث می‌شود که پیرامون یک گرانیگاه مشترک بگردند. در تعریف دقیق‌تر، منظومهٔ دوگانهٔ این گرانیگاه باید بیرون از هر دو جسم قرار داشته باشد تا در قالب منظومهٔ سیاره-قمر یا منظومهٔ سیاره‌ای دسته‌بندی نشود.
معمول‌ترین حالت‌های منظومه‌های دوگانه شامل ستاره‌های دوگانه و سیارک‌های دوگانه می‌شود اما سیاره‌ها، سیاهچاله‌ها، ستاره‌های نوترونی، کوتوله‌های قهوه‌ای، سیاهچاله‌ها و کهکشان‌ها نیز می‌توانند منظومه‌های دوگانه ایجاد کنند.
منظومه‌های چندگانه نیز همانند منظومه‌های دوگانه هستند با این تفاوت که به جای دو جسم، سه جسم یا بیشتر در آن قرار دارند.

## طبقه‌بندی
در یک منظومهٔ دوگانه جسم درخشان‌تر جسم اصلی و جسم دیگر جسم ثانویه خوانده می‌شود. نوع دیگر طبقه‌بندی، تقسیم منظومه‌های دوگانه بر پایهٔ چرخش است. دوگانه‌های گسترده اجسامی هستند که چرخش آن‌ها را از یکدیگر جدا نگاه می‌دارد. این اجسام به شکل جداگانه در گردش هستند و برهم اثر بسیار اندکی می‌گذارند. دوگانه‌های نزدیک اجسام در مجاورت یکدیگر هستند که قادر به انتقال جرم به یکدیگر می‌باشند.
این منظومه‌ها همچنین بر مبنای شیوهٔ مشاهده‌شدن آن‌ها توسط ما طبقه‌بندی می‌شوند. دوگانه‌های بصری اجسامی هستند که به اندازهٔ کافی با هم فاصله دارند تا با تلسکوپ قابل مشاهده باشند. دوگانه‌های گرفته اجسامی هستند که گذر یکی از آن‌ها هنگام چرخش باعث می‌گردد دیگری از زاویهٔ دید ما در زمین پوشیده شود. دوگانه‌های نجومی اجسامی هستند که با توجه به ناشناخته بودن جسم دیگر به نظر می‌رسد دور چیزی نمی‌چرخند و دوگانه بودن آن‌ها تنها از طریق استنباط حاصل می‌شود. نداشتن روشنایی کافی یا پوشیده شدن توسط تابش جسم اصلی ممکن است باعث عدم توانایی اخترشناسان در کشف جسم ثانویه شود.
دوگانه‌های نوری گونه‌ای از طبقه‌بندی مرتبط است که نوعی منظومه دوگانه به حساب نمی‌آید. این اجسام به اندازه‌ای به یکدیگر نزدیک هستند که همانند منظومه‌های دوگانه به نظر می‌رسند. درحالی‌که این گونه نیست و این اجسام تنها از زاویهٔ دید زمینی کنار یکدیگر به نظر می‌رسند اما در اصل دارای فاصله‌های متفاوتی از منظومهٔ خورشیدی هستند.

## سیارک‌های دوگانه
هر گاه سیارک‌های مجاور از منظر اندازه مشابه هم باشند، به جای قمر خواندن یکی از آن‌ها، نام سیارک‌های دوگانه بر آن‌ها نهاده می‌شود. آنتیوپ ۹۰ مثالی از این سیارک‌های دوگانه است. سیارک پلوتو و شارون، بزرگ‌ترین قمر آن گاهی سیارک دوگانه خوانده می‌شوند چرا که مرکز جرم میان آن‌ها بیرون از هر دو قرار دارد.